# Aleksandr Kałasznikow
Aleksandr Pawłowicz Kałasznikow, ros. Александр Павлович Калашников (ur. 3 stycznia 1957 w mieście Kyzył-Kyja, Kirgiska SRR) – rosyjski piłkarz, grający na pozycji napastnika, trener piłkarski.

## Kariera piłkarska
W 1976 rozpoczął karierę piłkarską w klubie Ałga Frunze, skąd w następnym roku przeszedł do Czkałowca Nowosybirsk. Latem 1978 roku został zaproszony do Spartaka Moskwa. W 1983 został powołany do służby wojskowej, podczas której występował w Iskrze Smoleńsk. Po zwolnieniu z wojska zasilił skład Lokomotiwu Moskwa. W 1988 wrócił do Ałgi Frunze. W 1989 przeniósł się do Wułkanu Pietropawłowsk Kamczacki, w którym zakończył karierę piłkarza w roku 1991.

## Kariera trenerska
Po zakończeniu kariery piłkarskiej rozpoczął pracę szkoleniowca. Najpierw w latach 1999-2001 pomagał trenować klub Semetej Kyzył-Kyja. W 2002 został mianowany na stanowisko głównego trenera klubu Dżasztyk-Ak-Ałtyn Karasuu, którym kierował do 2005. W 2006 prowadził Abdysz-Ata Kant. Od 2007 do 2008 pomagał trenować Dżasztyk-Ak-Ałtyn Karasuu. W 2009 objął prowadzenie klubem Żywoje Piwo Kant, a w grudniu 2012 został mianowany na stanowisko dyrektora sportowego klubu Abdysz-Ata Kant, w którym pracował do 2012. W 2013 stał na czele amatorskiego zespołu Kołos Borskoje.

## Sukcesy i odznaczenia

### Sukcesy klubowe
Spartak Moskwa
- mistrz ZSRR: 1979
- wicemistrz ZSRR: 1980, 1981
- brązowy medalista Mistrzostw ZSRR: 1982
- finalista Pucharu ZSRR: 1981

Lokomotiw Moskwa
- wicemistrz Pierwszej ligi ZSRR: 1987

### Sukcesy trenerskie
Dżasztyk-Ak-Ałtyn Karasuu
- mistrz Kirgistanu: 2003
- wicemistrz Kirgistanu: 2002
- brązowy medalista Mistrzostw Kirgistanu: 2004, 2005, 2007

Abdysz-Ata Kant
- wicemistrz Kirgistanu: 2006

### Odznaczenia
- tytuł Mistrza Sportu ZSRR: 1980